# Inspektorat Graniczny nr 4
Inspektorat Graniczny nr 4 – jednostka organizacyjna Straży Granicznej pełniąca służbę ochronną na granicy polsko-gdańskiej w latach 1928–1939.

## Formowanie i zmiany organizacyjne
Rozporządzeniem Prezydenta Rzeczypospolitej Polskiej Ignacego Mościckiego z 22 marca 1928 roku, do ochrony północnej, zachodniej i południowej granicy państwa, a w szczególności do ich ochrony celnej, powoływano z dniem 2 kwietnia 1928 roku  Straż Graniczną.
Rozkazem nr 2 z 19 kwietnia 1928 roku w sprawach organizacji Pomorskiego Inspektoratu Okręgowego dowódca Straży Granicznej gen. bryg. Stefan Pasławski zatwierdził dyslokację, granice i strukturę inspektoratu granicznego nr 4 „Tczew”. 
Komendant Straży Granicznej płk Jan Jur-Gorzechowski swoim rozkazem nr 1 z 29 kwietnia 1929 roku w sprawach zmian organizacji Pomorskiego Inspektoratu Okręgowego powołał dwa kolejne komisariaty: komisariat Straży Granicznej „Skarszewy” i komisariat Straży Granicznej „Kartuzy”:
Rozkazem nr 1 z 31 marca 1937 roku w sprawach [...] likwidacji i tworzenia placówek, dowódca Straży Granicznej płk Jan Gorzechowski utworzył placówkę I linii „Tczew” podległą pod względem gospodarczym komisariatowi SG „Gniew”, a pod względem operacyjnym bezpośrednio Inspektoratowi.
Rozkazem nr 2 z 8 września 1938 roku w sprawie terminologii odnośnie władz i jednostek organizacyjnych formacji, komendant Straży Granicznej płk Jan Gorzechowski nakazał zmienić nazwę Inspektoratu Granicznego „Tczew” na Obwód Straży Granicznej „Tczew”.

## Służba graniczna
Dowódca Straży Granicznej gen. bryg. Stefan Pasławski swoim rozkazem nr 2 z 19 kwietnia 1928 roku w sprawach organizacji Pomorskiego Inspektoratu Okręgowego określił granice inspektoratu granicznego: od południa: od placówki Straży Granicznej „Mały Wełcz” wyłącznie, od północy: placówka Straży Granicznej „Małe Walichnowy” wyłącznie.
W 1928 roku biura inspektoratu mieściły się przy ulicy Sambora 22.
Kierownik Pomorskiego Inspektoratu Okręgowego Straży Granicznej mjr Józef Zończyk w rozkazie organizacyjnym nr 2 z 8 czerwca 1928 roku udokładnił linie rozgraniczenia. Granica południowa: granica z Mazowieckim IO, od miejsca gdzie granica odchodzi od Wisły w kierunku wschodnim; granica północna: początek granicy gdańskiej w miejscu od widlenia się Nogatu.
Sąsiednie inspektoraty graniczne
- Inspektorat Graniczny „Brodnica” ⇔ Inspektorat Graniczny „Gdynia” − 1928

## Komendanci odwodu
- Edward Okulski
- nadkomisarz Tadeusz Zieliński (17 VII 1939[6] – )

## Struktura organizacyjna
Organizacja inspektoratu w kwietniu 1928:
- komenda − Tczew
- komisariat Straży Granicznej „Rakowiec”
- komisariat Straży Granicznej „Szprudowo”

Organizacja inspektoratu w lutym 1930:
- komenda − Tczew
- komisariat Straży Granicznej „Rakowiec”
- komisariat Straży Granicznej „Szprudowo”
- komisariat Straży Granicznej „Skarszewy”
- komisariat Straży Granicznej „Kartuzy”

Organizacja inspektoratu w 1936:
- Komisariat Straży Granicznej „Nowe”
- Komisariat Straży Granicznej „Gniew”
- Komisariat Straży Granicznej „Nowe”
- komisariat Straży Granicznej „Skarszewy”
- komisariat Straży Granicznej „Kartuzy”